# Кафрин (область)
Кафри́н (фр. Kaffrine, волоф Kafrin) — область в Сенегале. Административный центр — город Кафрин. Площадь — 11 853 км², население — 509 600 человек (2010 год).

## География

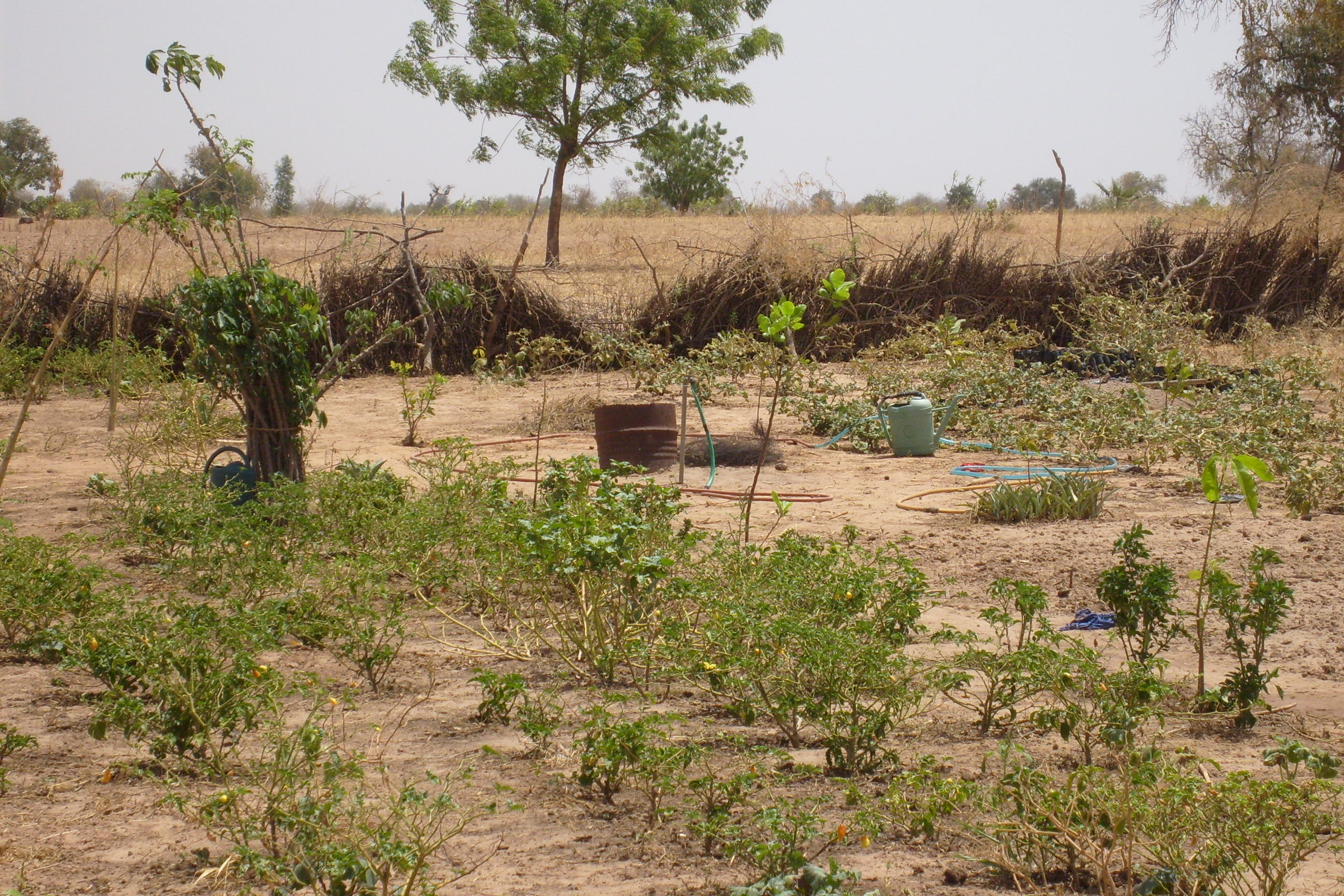
Агромелиорация в Кафрин

На западе граничит с областью Каолак, на северо-западе с областями Фатик и Диурбель, на севере с областью Луга, на северо-востоке с областью Матам, на востоке с областью Тамбакунда, на юге с Гамбией. По территории области с востока на запад протекает река Салум.
Область была образована в 2008 году из восточных районов области Каолак и расположена в центральной части страны.

## Административное деление
Административно область подразделяется на 4 департамента:

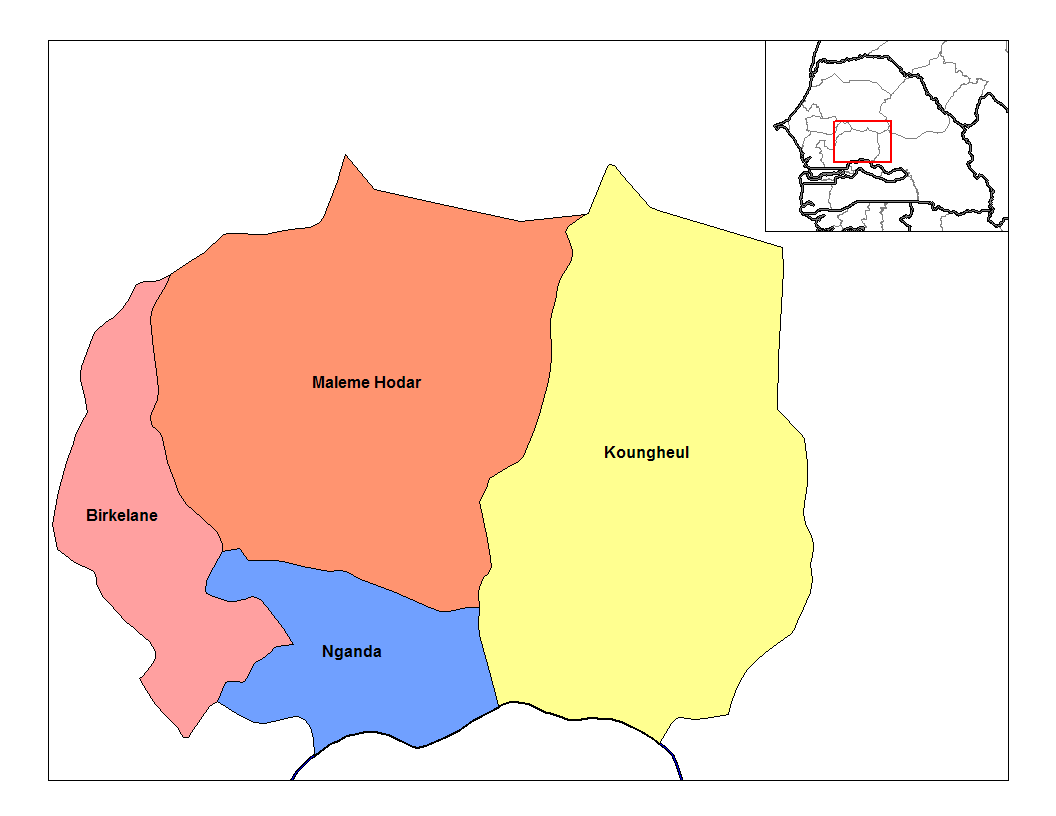
Департаменты области

- Бирклиане
- Кафрин
- Кунгёль
- Малем-Годар